# Wesley Raminai
Wesley Raminai est un homme politique papou-néo-guinéen.

## Biographie
Éduqué en Papouasie-Nouvelle-Guinée et au Queensland en Australie, il étudie deux ans à l'université de Papouasie-Nouvelle-Guinée, dont il sort en 1998 avec un certificat d'études en gestion des entreprises. Il devient propriétaire d'un groupe d'entreprises. 
Il se présente avec succès comme candidat sans étiquette dans la circonscription de Kagua-Erave (dans les Hautes-Terres méridionales) aux élections législatives de 2017. Entré au Parlement, il est fait adjoint au ministre des Sports dans le gouvernement de Peter O'Neill, et conserve cette fonction dans le gouvernement de James Marape en juin 2019. Membre un temps du Parti des ressources unifiées après son élection, il devient finalement membre du Parti travailliste unifié. Il quitte la majorité parlementaire en novembre 2020 dans l'espoir de faire chuter le gouvernement et de participer à une nouvelle majorité, puis rejoint les rangs du gouvernement Marape en décembre et est fait ministre de l'Enseignement supérieur et de la Recherche, des Sciences et des Technologies, ainsi que ministre des Sports,. Il est battu dans sa circonscription aux élections législatives de 2022, et perd donc son ministère.